# کلیسای هلنا مقدس، اورشلیم
کلیسای هلنا مقدس یک کلیسا حواری ارمنی واقع در اورشلیم، دولت فلسطین می‌باشد. ساخت و ساز این ساختمان سده دوازدهم میلادی به پایان رسید. در سمت جنوب‌شرقی محراب این کلیسا صندلی قرار دارد که سنت هلنا مادر کنستانتین یکم، زمانی که برای نظارهٔ صلیب راستین به اورشلیم سفر کرده بود از این صندلی استفاده کرده‌بود. این کلیسا در اواسط سده بیستم دوباره مورد مرمت قرار گرفت.

## نگارخانه

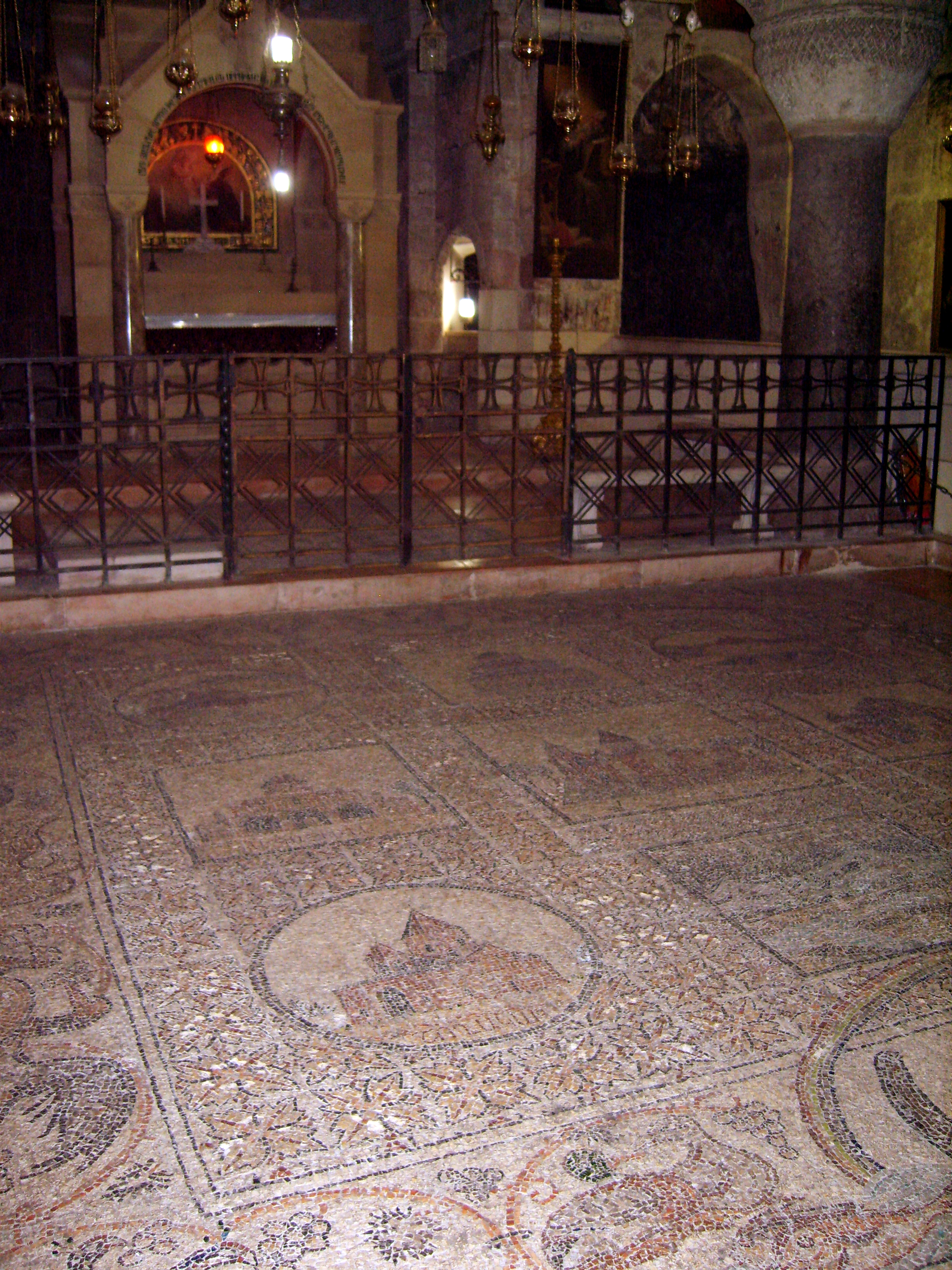
کف‌پوش مرمت یافته کلیسا
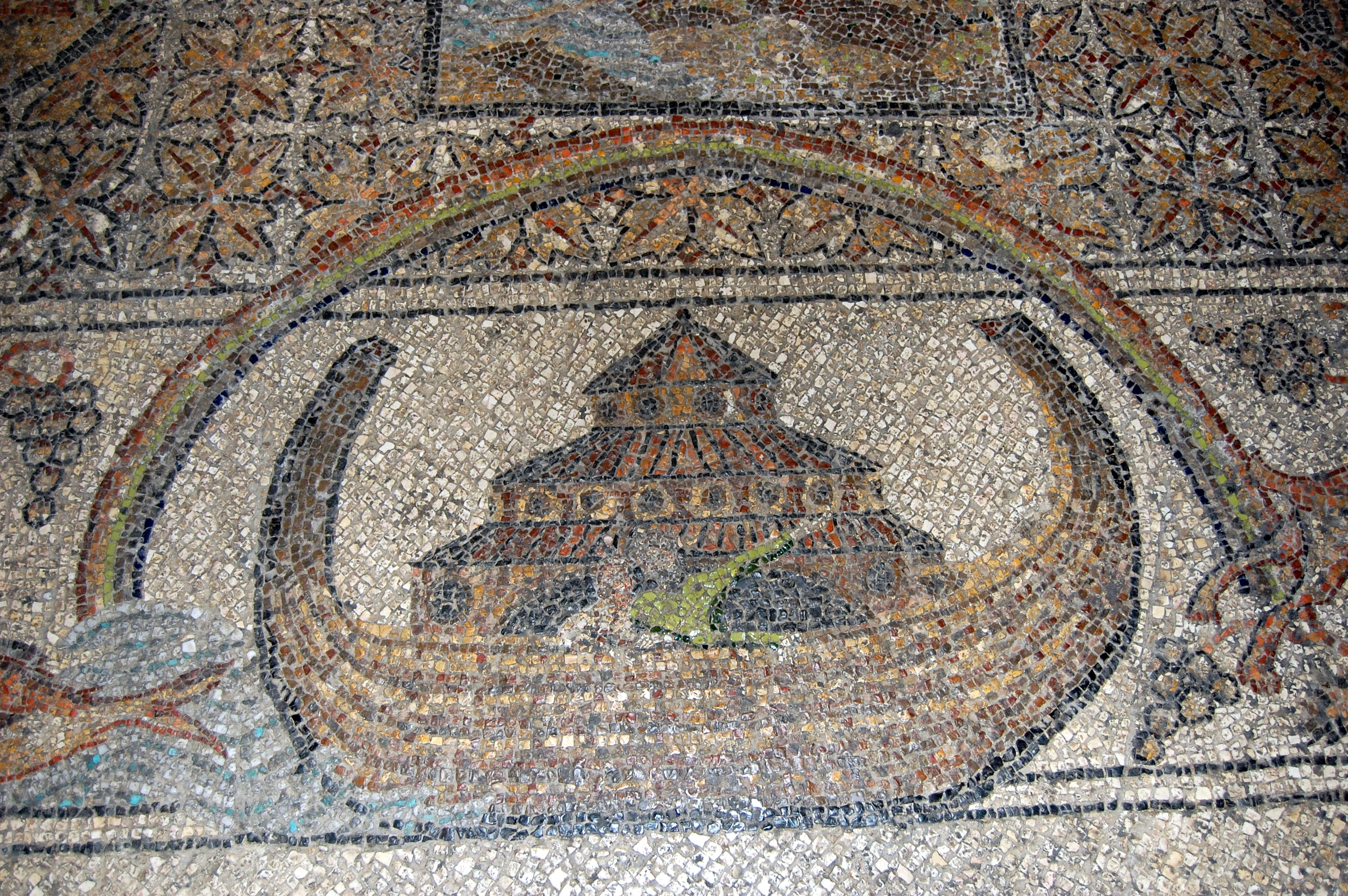
نمای نزدیک از کف‌پوش
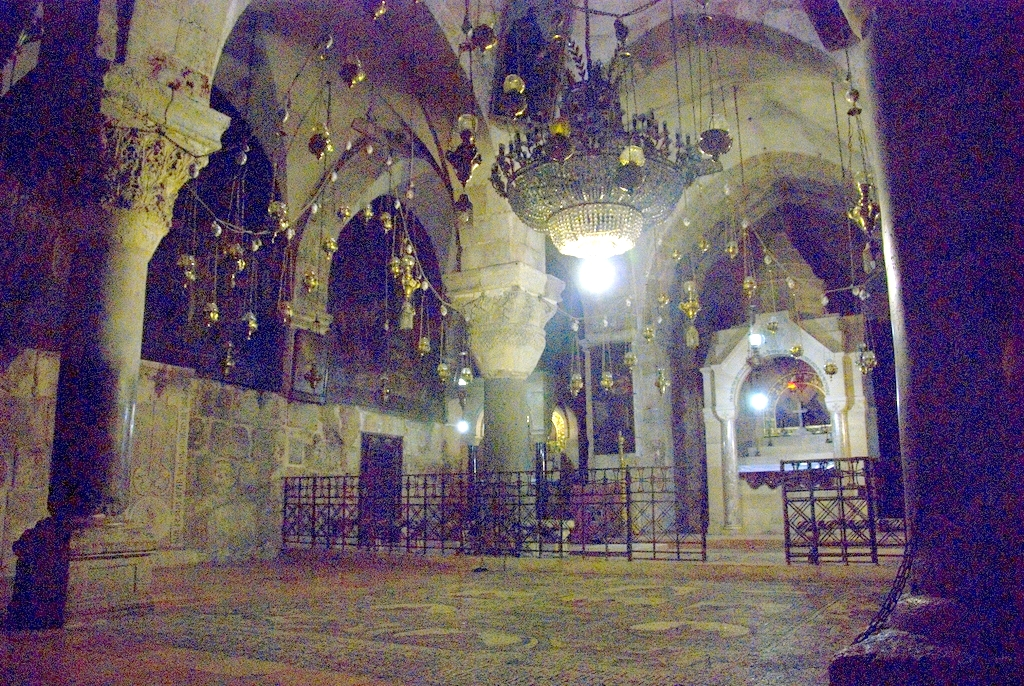
نمای باز از کلیسا